# Ampulex hellmayri
Ampulex hellmayri là một loài côn trùng cánh màng trong họ Ampulicidae, thuộc chi Ampulex. Loài này được W. Schulz miêu tả khoa học đầu tiên năm 1904.